# کلارا ماه می‌خواهد
«کلارا ماه می‌خواهد» (به فرانسوی: Clara veut la Lune) تک‌آهنگی از هنرمند اهل فرانسه ، آلیزه ژاکوته است که در سال ۲۰۱۲ میلادی منتشر شد.